# Generalstaatsarchiv

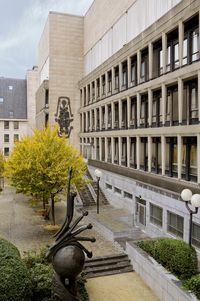
Fassade des Generalstaatsarchivs in Brüssel.

Das Generalstaatsarchiv  ist der Sitz des belgischen Staatsarchivs. Es befindet sich in der Nähe des Zentralbahnhofs und des Sablon-Platzes in der rue de Ruysbroeck in Brüssel gelegen. Dort werden über 70 laufende Kilometer Archivgut aufbewahrt.

## Aufgaben

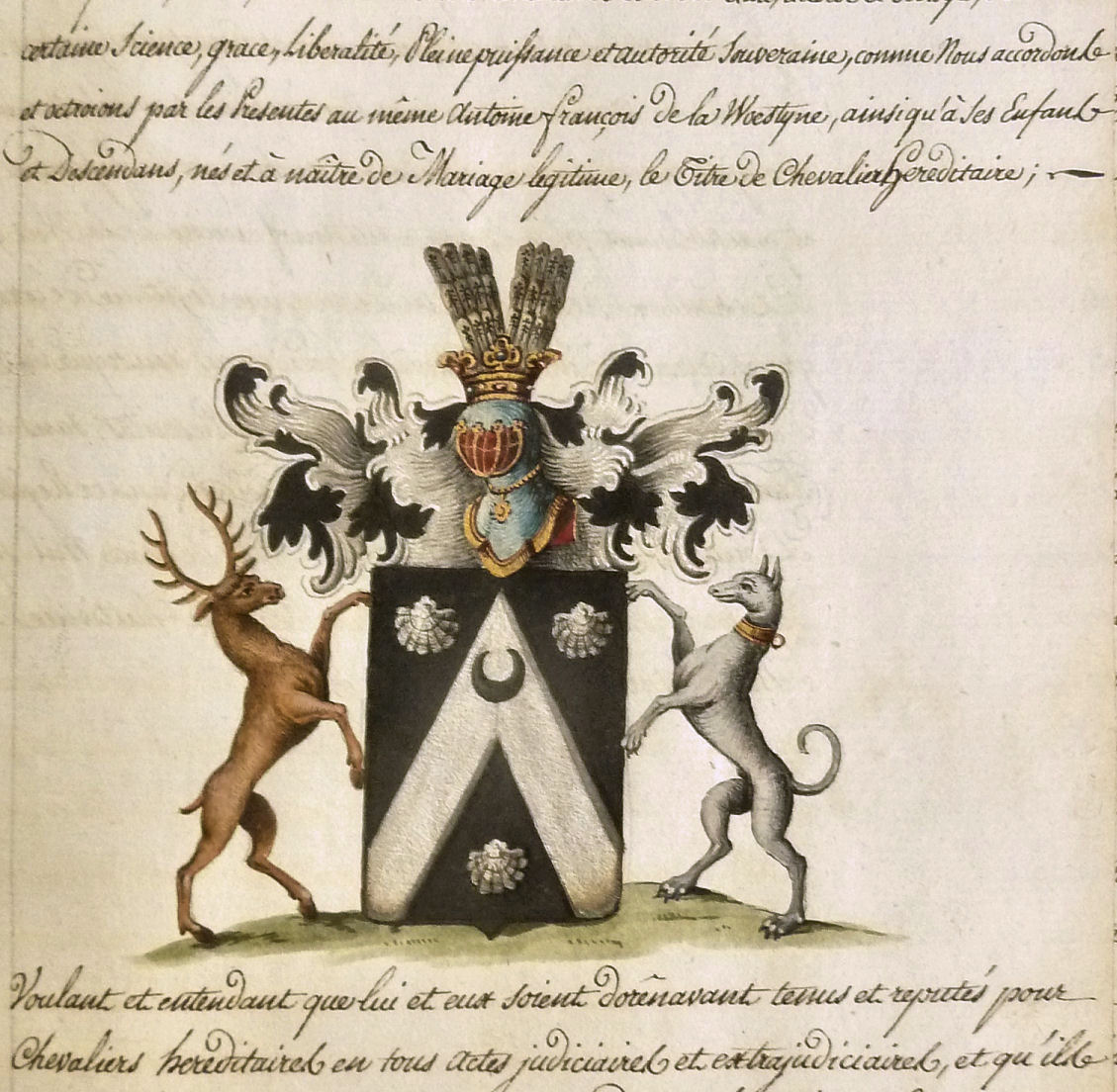
Lettres patente von Chancellerie de pays bas autrichiens

Das Generalstaatsarchiv bewahrt die Archive der Zentralen Institutionen der Burgundischen Niederlande und der Spanischen und Österreichischen Niederlande bis 1795, sowie die Archive der zentralen öffentlichen Dienste aus der Französischen Zeit (1795–1815) und der Zeit des Königreichs der Vereinigten Niederlande (1815–1830) auf. Ebenfalls dort aufbewahrt werden die Archive der zentralen Institutionen der National- und späteren Föderalregierung von der Gründung Belgiens (1830) bis heute, mit Ausnahme der Archive des Verteidigungsministeriums und des Auswärtigen Amts. Die aufbewahrten Archive umfassen unter anderem:
- Die Archive der Regierungsbehörden und Kollateralräte (Staatsrat, Geheimer Rat, Finanzrat) sowie die Archive ihrer Rechtsnachfolger (Königlicher Rat von Philipp V., Rat der Generalregierung unter Joseph II.).
- Die Archive der Rechnungskammer.
- Die Fonds der Sekretariate, die dem Generalgouverneur und den Regierungsräten (Audienz, Staats- und Kriegssekretariat, deutsches Staatssekretariat) beistanden.
- Die Archivalien untergeordneter Behörden, die in der österreichischen Zeit geschaffen wurden, um die Kollateralräte von der Bearbeitung bestimmter Angelegenheiten zu entlasten (Junta der Schuldentilgung, Jesuitenkommittee, Kassen- und Religionskommittee usw.)
- Die Archive der Gerichtshöfe: Großer Rat von Mechelen, Blutrat („Rat der Unruhen“) usw.
- Die Archive der Schaffung des Parks und des Königsplatzes, des Hauses Karl Alexander von Lothringen, des Büros für die Werke des Hofs usw.

Neben den Archiven der öffentlichen Hand, bewahrt das Generalstaatsarchiv auch zahlreiche Privatarchive wie beispielsweise persönliche Archive von Politikern, die diese an das Staatsarchiv abgegeben haben, auf. Weitere reichhaltige Fonds sind die zuweilen sehr umfangreichen Familienarchive, die von einflussreichen Familien des Landes abgegeben wurden.
So befinden sich im Generalstaatsarchiv unter anderem folgende Fonds:
- Fonds der Häuser Arenberg, Merode, Ursel usw.

Ebenfalls erwähnenswert:
- Kulturelle Archive: Archive der Verwaltung des Opernhauses La Monnaie/De Munt (Brüssel, 1771–1816) usw.
- Karten, Pläne, Grafiken, Manuskripte.
- Über zwei Millionen persönliche Ausländerakten, die ab 1839 angelegt wurden, als der Dienst für Öffentliche Sicherheit mit der Überwachung aller auf dem Hoheitsgebiet befindlichen Ausländer beauftragt wurde.
- Die Sammlung der Siegelabgüsse (zweitgrößte Sammlung dieser Art auf der Welt).
- Die im digitalen Lesesaal verfügbaren digitalen Dokumente (Kirchenbücher).
- Verschiedene Werke, hauptsächlich über die Geschichte Belgiens und insbesondere die Geschichte von Brabant, aber auch eine Reihe gedruckte Quellen: Pamphlete, alte Edikte und Ordonnanzen, Fachveröffentlichungen und -zeitschriften über Archivwissenschaften, und Inventare zu Archiven, die in anderen Staatsarchivdienststellen in Belgien oder im Ausland aufbewahrt werden.
- usw.

Das Generalstaatsarchiv verfügt über einen Lesesaal, der für die Öffentlichkeit zugänglich ist. Dort können Forscher, Historiker, Studenten, Geschichtsbegeisterte (z. B. zur Lokal- und Familiengeschichte) usw. unter Berücksichtigung der privaten Natur gewisser Informationen einen Teil der Dokumente einsehen.
Diverse Ausstellungen zur Valorisierung der Sammlungen sind für die Öffentlichkeit frei zugänglich und sind üblicherweise in der Empfangshalle des Generalstaatsarchivs zu sehen.
Kolloquien und Symposien werden regelmäßig für die verschiedenen Zielgruppen des Staatsarchivs organisiert.
Das Gebäude des Generalstaatsarchivs beherbergt auch die zentralen Koordinierungsdienste der Einrichtung.

## Digitaler Lesesaal
Rund 24 000 Kirchenbücher aus  Belgien und Standesamtregister, die nicht älter als 100 Jahre sind, können in digitalem Format in den 19 Lesesälen des Staatsarchivs, also einschließlich des Generalstaatsarchivs, eingesehen werden.
Nachforscher, Opfer der nationalsozialistischen Verfolgung oder deren Verwandte können im Generalstaatsarchiv auf Anfrage und unter bestimmten Bedingungen die dort befindliche digitale Kopie der Archive des Internationalen Suchdienstes (ITS) in Bad Arolsen, Deutschland, durchsuchen. Diese digitale Kopie (über 80 Millionen digitale Bilder, mit einem Speicherumfang von insgesamt rund sechs Terabyte) der Akten über zivile Opfer des Naziregimes enthält Dokumente über Arbeits-, Konzentrations- und Exterminationslager, Registrierungen von Verfolgten, Zwangsarbeitslisten und eine zentrale Namenskartei.
Seit Januar 2013 sind die Kirchenbücher und Standesamtsregister  auf der Website des Staatsarchivs verfügbar. Andere digitalisierte Dokumente stehen ebenfalls im digitalen Lesesaal oder auf der Website des Staatsarchivs zur Einsichtnahme bereit: die Protokolle der Ministerräte (1918–1979), das statistische Jahrbuch Belgiens (und von Belgisch-Kongo) seit 1870, über 20.000 Siegelabgüsse usw.
Die Lesesäle sind zugänglich für alle Personen, die im Besitz einer gültigen Leserkarte sind.

### Verwandte Artikel
- Staatsarchiv in Eupen (Belgien).